# Accident nuclear de Vandellòs I
L'accident nuclear de Vandellòs I va ser un incendi i interrupció del sistema de refrigeració del reactor nuclear de Vandellòs, al Baix Camp, que es va produir el 19 d'octubre de 1989.
A finals del franquisme, França va vendre a Espanya un reactor de grafit-gas; una tecnologia ja obsoleta en aquella època energèticament, però que com a residu produïa plutoni capaç de fer-se servir en bombes atòmiques. La central de Vandellòs I s'inauguraria el 1972, quan ja hi havia operatives dues centrals a l'estat espanyol: Garoña i Zorita. Només disset anys després de posar-se en funcionament, la rudimentària tecnologia de la central va provocar que una fallada mecànica a la turbina desemboqués en un incendi, que per culpa d'un cablejat no ignífug acabaria afectant també part del sistema de refrigeració del reactor i l'ordinador de control.
Gràcies a la intervenció dels tècnics i els bombers, que van aconseguir extingir l'incendi, aturar el reactor i reactivar la refrigeració manualment, es va evitar la fusió del nucli. Fou classificat en nivell 3 de l'escala INES (que va de 0 a 7), o sigui, com «incident important», a causa que no va provocar emissió de radioactivitat a l'exterior. Com a conseqüència, es va clausurar la central de Vandellòs I, que havia quedat greument malmesa, i també es van reformular els protocols de seguretat en cas d'incident nuclear, que van demostrar ser totalment insuficients.

## Història

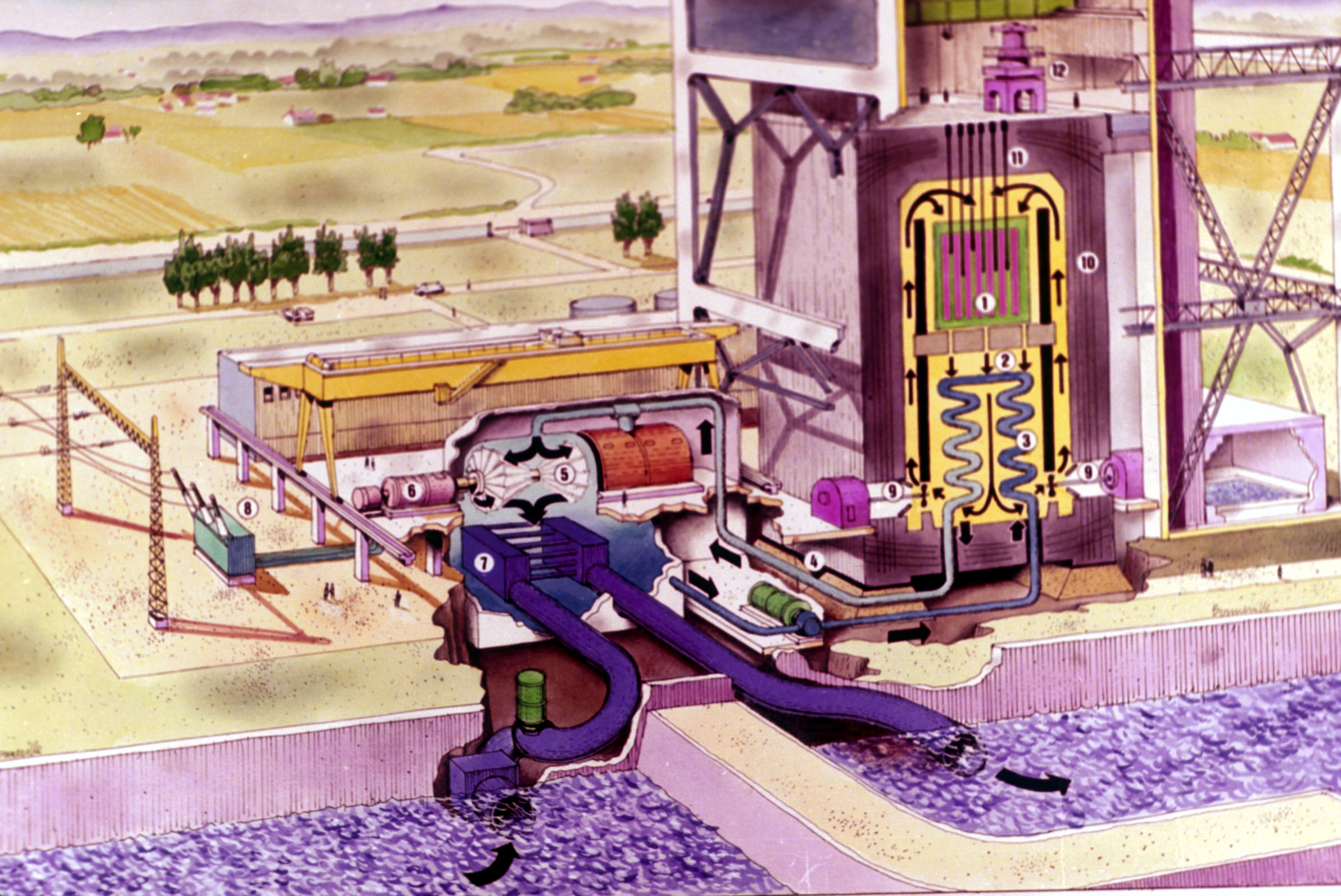
Dibuix esquemàtic dels components d'una central amb reactor de grafit-gas.

A finals del franquisme Espanya produïa prou energia per al consum de l'època amb les hidroelèctriques i les centrals de Garoña i Zorita. Tot i això, França va aconseguir convèncer el règim de construir una tercera central a Catalunya fent servir tecnologia francesa: el reactor de grafit-gas, que feia servir urani natural com a combustible, grafit com a moderador i diòxid de carboni com a refrigerant. Aquest sistema ja estava obsolet energèticament, datava de la dècada dels 50 i França ja les començava a eliminar, però Espanya va aconseguir-lo comprar en bones condicions econòmiques i amb el compromís que França adquiriria el 50% de l'excedent d'energia que produís. Per aconseguir transportar aquest excedent es va construir la primera línia MAT, travessant els Pirineus. Un enginyer de telecomunicacions que va visitar les instal·lacions en comentaria:
| «                | La tecnologia de Vandellòs I era bastant bàsica. El 1973 quan era estudiant de 'telecos' ens van convidar a fer una visita a la central, i quan ens van ensenyar la sala de l'ordinador vaig quedar sorprès perquè era una computadora antiga fins i tot per aquella època. Un altre dels defectes que tenia la central era que les connexions elèctriques no eren ignífugues, cosa que va ser clau en l'incendi | » |
| — Marcel Coderch | |   |

En aquell moment, la contrapartida per França era que aquest tipus de reactors produeixen com a residu el plutoni més pur, que es podia fer servir per a la fabricació de bombes atòmiques. Durant els primers anys aquest plutoni es va transportar amb trens fins a França, passant per sota del carrer Aragó de Barcelona, fins que es va construir la línia de mercaderies del Vallès. Posteriorment, França va desdir-se de comprar el residu i l'estat espanyol va haver de començar a pagar perquè ho emmagatzemessin, l'any 2009 el cost ascendia a 40.000 euros diaris.

## Accident
El dia 19 d'octubre de 1989 la central funcionava de forma estable al 100% de potència. Oficialment, a les 21.39 hores es va produir un senyal d'alarma d'alta vibració en un dels eixos de les turbines dels generadors elèctrics principals, causat per una escletxa a la turbina número 2. Just després es va encendre l'alarma de baixa pressió per manca d'oli a la turbina, ja que l'eix es va descompensar per l'escletxa i necessitava més lubrificació, fet que va posar en marxa les bombes d'oli d'emergència. L'avaria també va provocar una fuita d'hidrogen que en contacte amb l'aire i l'oli a elevada temperatura va explotar causant un incendi. El personal de la sala de control va sentir les explosions i va comprovar que hi havia un incendi important a la zona inferior del turboalternador afectat. Els tècnics van avisar a Protecció Civil cinc minuts després, i a les 22.11 hores el titular de la central, l'empresa Hispano Francesa d'Energía Nuclear SA (Hifrensa), va comunicar l'incident al Consell de Seguretat Nuclear (CSN). Segons alguns testimonis que van veure flames i van trucar a emergències, l'incendi hauria començat a les 21.15 i posteriorment el CSN criticaria que s'ocultés alguna informació i que en un primer moment no s'avisés a la població civil.
L'incendi es va escampar ràpidament a través del cablejat, que no era ignífug, i va afectar gran part de la instal·lació de control del turboalternador, l'alimentació elèctrica de potència, l'ordinador central que controlava el reactor... Especialment important va ser el fet que la calor de l'incendi va trencar la junta de dilatació d'una canonada, provocant una inundació a la part baixa del reactor amb aigua de mar negant dos dels quatre turbobufadors que refrigeraven el reactor. Tot i no apagar-se totalment, la manca d'aigua i dels dos ventiladors al sistema de refrigeració va fer que el nucli s'escalfés cada cop més, acostant-se a la temperatura de vessament. Segons Fèlix González, aleshores cap del parc de bombers de Reus, quan van arribar els bombers la barrera d'accés estava aixecada i molt del personal sortia, perquè es pensaven que en cas d'emergència havien d'evacuar, ja que els protocols no estaven ben definits. Alhora es van avisar els empleats que estaven de guàrdia perquè anessin a la central, i la majoria van anar a arreglar els problemes sense saber ben bé què passava. Aquest caos va provocar que en alguns casos els bombers extingissin l'incendi sense assessorament del personal:
| «                                                               | Els tècnics van fugir de les dependències afectades i ens vam quedar sols; alguns tècnics agafaven mostres d'aigua i d'altres trucaven a França, mentre se sentien crits de ‘se'n va el reactor, se'n va el reactor! | » |
| — Josep Pino, cap del parc de bombers d'Amposta durant els fets | |   |

Al final, passades les quatre de la matinada, amb el suport dels tècnics i dels bombers, es va aconseguir extingir l'incendi i reactivar manualment el circuit de refrigeració tot apagant la central. Tot i això, la temperatura del reactor va quedar a tres graus de produir un vessament radiològic. Segons un informe posterior del CSN, també es va constatar que la temperatura de les piscines de contenció i la pressió interna del reactor van fregar els màxims admissibles.

## Conseqüències
La primera conseqüència va ser política. El mateix dia de l'incendi, mentre la situació s'estabilitzava a Vandellòs I, a l'exterior es va començar a reunir gent que exigia el tancament de la central. Un mes després també es van fer una manifestació de 40.000 persones a Barcelona.
La segona conseqüència va ser que s'aturés l'activitat a causa de l'elevat cost de les reparacions i millores que s'havien de fer. Pocs mesos després el govern espanyol va ordenar el tancament definitiu i el desmantellament de la central, possiblement a causa de la pressió popular. Després d'enderrocar tots els edificis auxiliars es va erigir un caixó per contenir el reactor latent mentre la radioactivitat va decaient. S'espera que es pugui enderrocar el 2028 o 2029. El Govern espanyol va estimar en 40.000 milions de pessetes (240 milions d'euros) el desmantellament.
La tercera conseqüència fou que es van millorar àmpliament els protocols de seguretat. Es van fer jornades de formació en centrals estrangeres, actualment el 85% de la brigada d'emergències de Tarragona ha fet pràctiques a les centrals, el CSN va instal·lar un sistema a les centrals per tenir, a temps real, els paràmetres de les centrals, es van establir sistemes de seguretat redundants i plans d'evacuació precisos, megafonia i sirenes per la població civil.
Finalment, es va celebrar un judici deu anys després i la sentència va absoldre els cinc alts càrrecs de l'empresa explotadora, Hispano Francesa de Energía Nuclear SA, perquè es va considerar que l'incendi va ser inevitable per un error de disseny que era 'desconegut i indetectable', tot i que el titular no havia dut a terme algunes de les millores que se li havien reclamat.